# Анна Марія Луїза де Ла Турнь д'Овернь
Анна Марія Луїза де Ла Турнь д'Овернь (фр. Anne-Marie-Louise de La Tour d'Auvergne; 1 серпня 1722—19 вересня 1739) — принцеса де Субіз, дружина Шарля де Рогана, донька герцога Бульонського Еммануеля де Ла Турнь д'Овернь та Анни Марії де Сіміан.

## Біографія
Анна Марія Луїза народилась 1 серпня 1722 року в Hôtel de Bouillon в Парижі. Вона була єдиною донькою герцога Бульонського Еммануеля та його третьої дружини Анни Марії де Сіміан. Мати померла через тиждень після народження дівчинки. У батька вже було восьмеро дітей від перших двох шлюбів. На момент народження Анни Марії Луїзи живими залишилися четверо, найстарший з яких, Фредерік Моріс, був старшим за неї на двадцять років.
Коли дівчинці виповнилося 11, вона була обіцяна як дружина 18-річному Шарлю де Рогану, найстаршому з п'яти дітей принца Жюля де Субіз. Весілля відбулося наступного року в кінці грудня. Через три роки п'ятнадцятирічна Анна Марія народила єдину доньку.
19 вересня 1739 року принцеса де Субіз померла при народженні сина. Її поховали в церкві Église de La Merci в Парижі.

## Родина
Чоловік — Шарль де Роган-Субіз
Діти:
- Шарлотта Єлизавета Готфріда (1737—1760) — одружилася із принцом де Конде, мала сина та доньку.